# Deutsche Fechtmeisterschaften 1922
Bei den Deutschen Fechtmeisterschaften 1922 wurden Einzelwettbewerbe im Herrenflorett, Herrendegen und Herrensäbel ausgetragen, die Mannschaftswettbewerbe wurden aus finanziellen Gründen abgesagt, Damenwettbewerbe gab es erst 1923. Das Turnier fand vom 11. bis zum 16. Juli in Bad Nauheim statt. Die Meisterschaften wurden vom Deutschen Fechter-Bund organisiert.

## Herren

### Florett (Einzel)
| Platz | Sportler     | Verein              |
| ----- | ------------ | ------------------- |
| 1     | Erwin Casmir | Dresdner Fecht-Club |
| 2     | Emil Schön   | Hermannia Frankfurt |
| 3     | Fritz Jack   | Hermannia Frankfurt |

### Degen (Einzel)
| Platz | Sportler         | Verein              |
| ----- | ---------------- | ------------------- |
| 1     | Hans Halberstadt | Fechtclub Offenbach |
| 2     | Erwin Casmir     | Dresdner Fecht-Club |
| 3     | Hans Thomson     | Fechtclub Offenbach |

### Säbel (Einzel)
| Platz | Sportler         | Verein              |
| ----- | ---------------- | ------------------- |
| 1     | Erwin Casmir     | Dresdner Fecht-Club |
| 2     | Hans Halberstadt | Fechtclub Offenbach |
| 3     | Hans Thomson     | Fechtclub Offenbach |